# عواد معروف
وهو أبو فراس عواد بن معروف بن عبد الرزاق العبيدي الأعظمي، شقيق كل من ناجي معروف وأحمد معروف. ولد في مدينة بغداد عام 1331هـ/ 1913م، وبها نشأ وتعلم في صغره القرآن، وكان في صغره يقرأ القرآن في محفل جامع الإمام الأعظم في صلاة الجمعة، ومن ثم التحق بمدرسة الإمام أبي حنيفة، وبعدها تخرج من الثانوية المركزية في بغداد، وعين معلماً في ناحية الدغارة بمحافظة الديوانية، ثم نقل إلى إحدى مدارس الكاظمية، ومن تلاميذه فيها الدكتور حسين علي محفوظ.
ثم دخل كلية الحقوق وتخرّج عام 1945م، وانتسب إلى نقابة المحامين، واشتغل في الزراعة ولم يشتغل في المحاماة إلا في بعض القضايا الشخصية، وبقي يعمل في الزراعة وقد أحبها منذ طفولته، وكان في شبابه رياضياً وانتسب إلى (نادي الرياضة والأدب) في الأعظمية عام 1934م، ومن أولاده الأديب والمحدث الدكتور بشار عواد معروف.، 

## منجزاته
- كان من الأعضاء المؤسسين لجمعية منتدى الإمام أبي حنيفة.
- شارك وساهم في كثير من الجمعيات والفعاليات الخيرية للمجتمع.

## وفاته
توفي يوم الأحد 20 شعبان 1388 هـ/10 نوفمبر 1968م، وشيّع بموكب مهيب ودفن في مقبرة الخيزران في الأعظمية.